# Ritápolis
Ritápolis là một đô thị thuộc bang Minas Gerais, Brasil. Đô thị này có diện tích 391,839 km², dân số năm 2007 là 5068 người, mật độ 13,2 người/km².